# Parazitske biljke
Parazitske biljke, biljka koja sve ili dio svoje prehrane dobiva od druge biljke (domaćina) bez doprinosa dobrobiti domaćina i, u nekim slučajevima, uzrokuje veliku štetu domaćinu. Definirajuća strukturna značajka parazitske biljke je haustorij, specijalizirani organ koji prodire u domaćina i stvara vaskularnu vezu između biljaka.
Parazitske biljke razlikuju se od biljaka kao što su penjačice, lijane, epifiti i aerofiti; iako su potonji potpomognuti drugim biljkama, oni nisu paraziti, jer koriste druge biljke jednostavno kao strukturu na kojoj rastu, a ne kao izravan izvor vode ili hranjivih tvari. Druga skupina biljaka koja se ponekad brka s parazitima su mikoheterotrofi. Slično parazitskim biljkama, mikoheterotrofima može nedostajati klorofil i fotosintetski kapacitet, ali žive u simbiozi s gljivama koje dobivaju hranu od autotrofnih (samohranećih) biljaka ili raspadajuće vegetacije. Takve biljke nisu klasificirane kao parazitske, jer izgleda da ne štete gljivama i nemaju haustorij.
Sve parazitske biljne vrste su angiosperme, među kojima je parazitizam samostalno evoluirao oko 12 puta. Neki primjeri porodica parazitskih kritosjemenjača uključuju Balanophoraceae, Orobanchaceae i Rafflesiaceae. Iako se za jednu vrstu golosjemenjača, Parasitaxus usta, smatra da je parazitska, ona zapravo može biti mikoheterotrof jer se čini da uključuje gljivičnog simbionta.

## Ovisnost o domaćinu
Parazitske biljke su se razvile iz neparazitskih biljaka i tako prošle evolucijski prijelaz iz autotrofije u heterotrofiju, koja može biti djelomična ili potpuna. Doista, parazitske biljke razlikuju se u mjeri u kojoj ovise o hranjivim tvarima o svojim domaćinima. Hemiparaziti imaju barem neku sposobnost fotosinteze; primarno se oslanjaju na svoje domaćine za vodu i mineralna hranjiva. Holoparaziti, s druge strane, nisu fotosintetski i ovise o svojim domaćinima za svu prehranu.
Vrste parazitskih biljaka razlikuju se i po tome trebaju li domaćina kako bi dovršile svoj životni ciklus. Obligatni paraziti imaju apsolutnu potrebu za domaćinom, dok fakultativni paraziti mogu živjeti i razmnožavati se u odsutnosti domaćina. Svi holoparaziti su, po definiciji, obligatni. Iako su hemiparaziti fotosintetski kompetentni, neke su vrste ipak obvezatne u smislu oslanjanja na domaćina za njihovu reprodukciju.

## Morfologija parazitskih biljaka
S obzirom na različito podrijetlo parazitizma, ne čudi da se parazitizam manifestira na različite načine. Neke vrste parazitiraju na korijenju svojih domaćina, dok druge napadaju stabljike. Sam haustorij se može razviti iz korijena ili stabljike, ovisno o vrsti parazita, a haustorij ima širok raspon morfologija. Jedna istaknuta razlika je u omjeru parazita koji raste iznutra naspram izvana domaćina. Za većinu vrsta parazita, samo je haustorij ugrađen unutar domaćina, koji služi za ishranu parazita koji se nalazi izvan domaćina. Međutim, haustorij nekih vrsta proliferira na takav način da se sav vegetativni rast odvija unutar domaćina (endofitski), a parazit izlazi samo kako bi cvjetao. Primjeri toga uključuju članove roda Rafflesia, koji rastu unutar tropske loze Tetrastigma, i loze (rod Pilostyles), koji žive unutar članova porodice mahunarki (Fabaceae).
Postoje mnogi drugi primjeri specijalizirane morfologije ili životnih ciklusa koji su evoluirali ili kao nužnost za parazitizam ili kao rezultat prijelaza iz autotrofije. Holoparazitske vrste koje ne trebaju apsorbirati vodu iz tla mogu imati korijenski sustav koji je uvelike smanjen u veličini ili ga uopće nema. Slično, lišće koje nije potrebno za fotosintezu može se svesti na ljuske, a boja parazita može varirati od krem preko žute do ljubičaste, budući da je proizvodnja klorofila nepotrebna. Primjer holoparazita s takvim značajkama je vilina kosa (Cuscuta), koji tijekom vegetativnog rasta nema korijenje i nema samo ljuskaste listove te se stoga čini jednostavno žutom ili narančastom stabljikom s mrežom veza domaćina. Cvjetovi parazitskih vrsta često su slični onima neparazitskih biljaka, iako značajni primjeri ekstremne morfologije uključuju golemi cvijet Rafflesia i bizarne, mesnate cvjetove Hydnora.

## Identifikacija domaćina
Da bi preživjele i razmnožavale se, parazitske biljke moraju moći prepoznati prisutnost susjedne biljke i imati mehanizme koji osiguravaju da njihovo sjeme naiđe na odgovarajuće domaćine. Sjeme generalističkih parazita (onih sa širokim rasponom potencijalnih domaćina) obično klija u uvjetima okoline koji su povoljni za neparazite. Nakon što se sjemenke parazita razviju u klice, moraju pronaći domaćina. Korijenje generalističkih korijenskih nametnika u stanju je prepoznati i formirati haustorij s korijenjem drugih biljaka koje susreću u tlu. Slično, nitasti izdanak klijanaca generalističke vijuge, parazita na stabljici, izdužuje se i koristi informacije o boji domaćina i hlapljivim kemikalijama koje proizvodi kako bi usmjerio rast prema domaćinu; jednom izdanak dosegne biljku domaćina, on se uvija i formira haustorijalne veze.
Specijalizirani paraziti obično imaju dodatne mehanizme za otkrivanje svojih specifičnih biljaka domaćina. Najbolje proučeni primjeri su paraziti iz obitelji Orobanchaceae (npr. Orobanche, Phelipanche i Striga), čije je sjeme izuzetno malo i može sjediti u tlu godinama dok u blizini ne izraste korijen odgovarajućeg domaćina. U tom trenutku sjeme parazita otkriva kemijski signal (obično strigolakton, vrsta biljnog hormona) koji izlazi iz korijena domaćina, što pokreće klijanje sjemena parazita. Radikula parazita (embrionalni korijen) zatim raste na kratku udaljenost, obično manje od 2 mm (0,08 inča), kako bi kontaktirala korijen domaćina i stvorila haustorij.

## Utjecaj parazitskih biljaka
Iako se većina parazitskih biljnih vrsta smatra divljim cvijećem ili botaničkim zanimljivostima, nekoliko vrsta je korov i sposobne su uzrokovati znatne gubitke poljoprivrednih usjeva. Među najštetnijima su pripadnici Orobanchaceae. Vrste roda Striga, na primjer, općenito napadaju usjeve žitarica, uključujući kukuruz, sirak, proso i rižu u Africi. Uobičajeni naziv biljke odražava dramatičan učinak koji ima na zahvaćene usjeve, čini se da magično zaustavlja rast domaćina i uništava prinose. Volovod   (Orobanche) i Phelipanche napadaju širokolisne usjeve na Mediteranu i Bliskom istoku i glavno su ograničenje za proizvodnju mahunarki, uljarica i usjevi pomoćnica (npr. rajčice, paprike, krumpira i patlidžana). Dodatni korovni rodovi uključuju vilinu kosu, koje napadaju široku paletu širokolisnih usjeva, i “patuljastu imelu” (Arceuthobium), koja oštećuje crnogorično drveće. U svim slučajevima, bliska fizička veza između parazita i domaćina, uključujući lokaciju parazita ispod zemlje ili unutar domaćina, otežava kontrolu parazitskih korova.